# Gösting

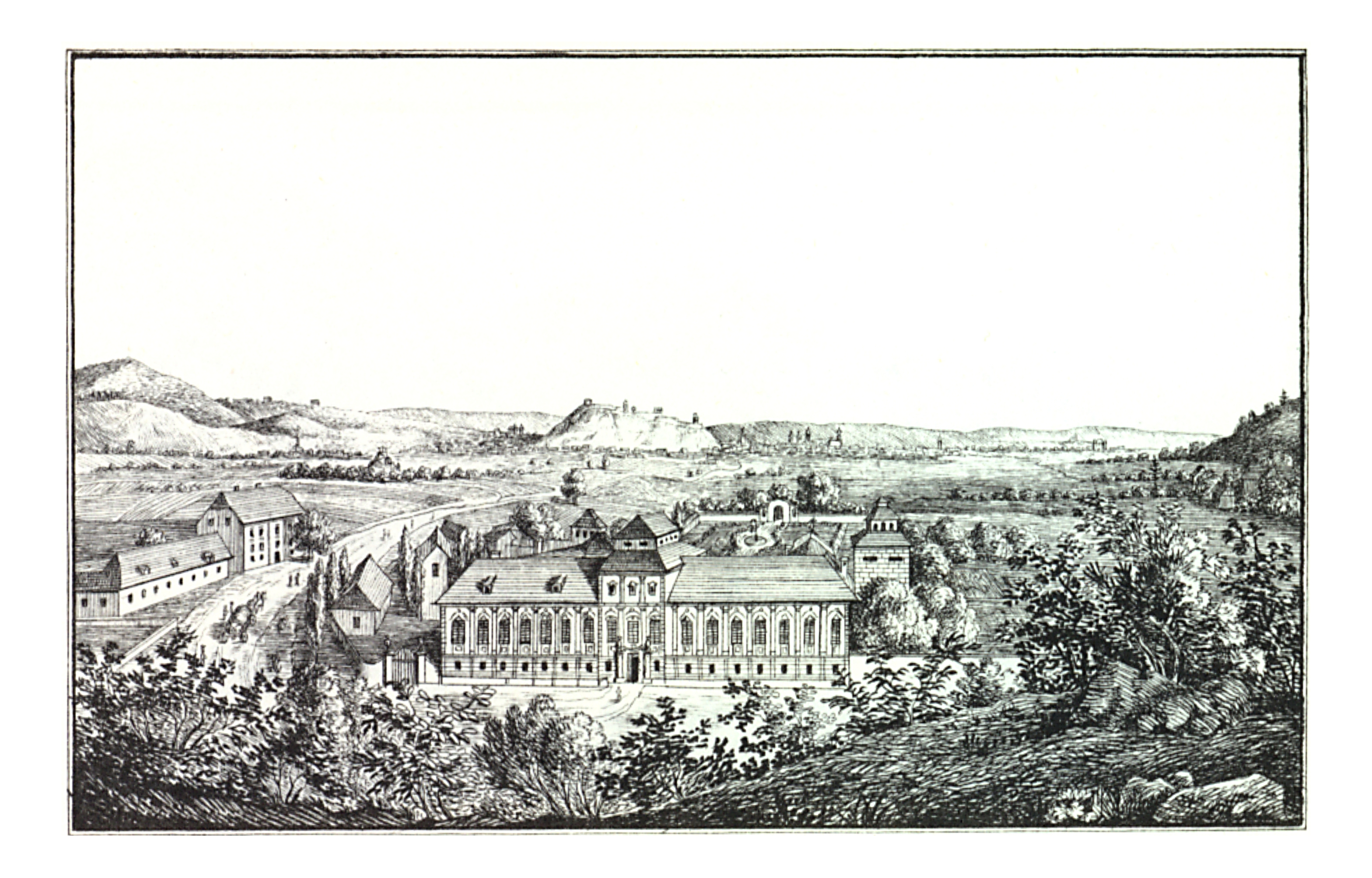
Schloss Gösting um 1830, Lith. Anstalt J.F. Kaiser, Graz

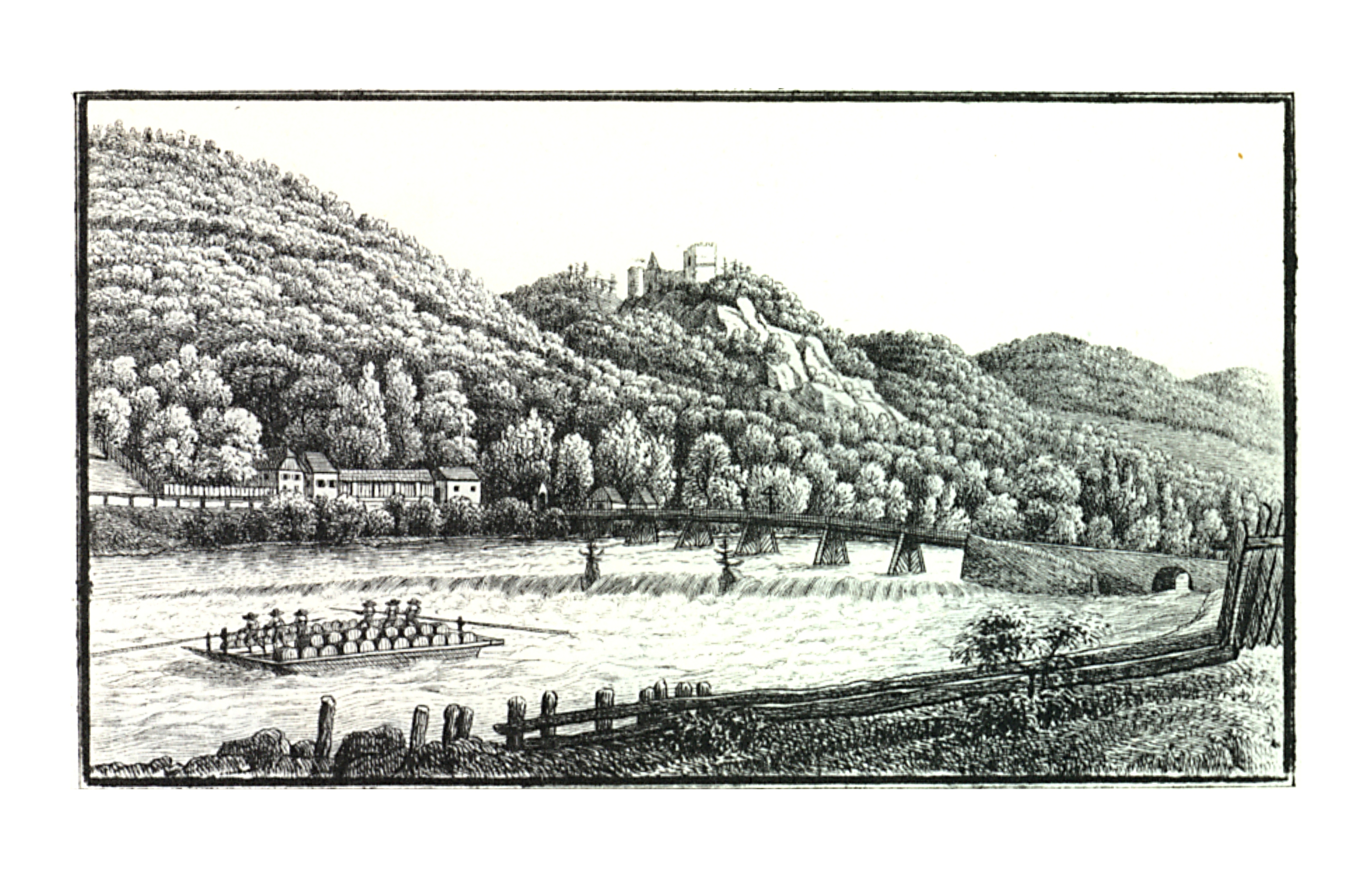
Ruine Gösting um 1830, Lith. Anstalt J.F. Kaiser, Graz

Gösting ist der 13. Stadtbezirk der steirischen Landeshauptstadt Graz. Er liegt im Nordwesten der Stadt zwischen Mur und Plabutsch beziehungsweise dem Höhenzug nördlich davon, der von der Burgruine Gösting gekrönt wird. Er umfasst die gleichnamige Katastralgemeinde.

## Geschichte
Der Ortsname Gösting stammt entweder von slawisch gostinca – „Herberge“ – oder von gozd – „Bergwald“. Bereits vor dem Jahr 1138 wurden vom Aribonen Swiker von Gösting die Burg am heutigen Göstinger Ruinenberg, früher auch Annenberg, und das Dorf Gösting gegründet. Um 1430 bestand das Dorf aus 33 Bauernhöfen und einigen Handwerkern, darunter auch zwei Müllern im heute noch so benannten Müllerviertel und am Thaler Bach.
1707 wurden Burg und Herrschaft von den Grafen Attems erworben. Durch einen Brand aufgrund eines Blitzschlages im Jahr 1723 fast vollständig zerstört, verfiel die Burg bereits im 18. Jahrhundert zunehmend.
Von 1850 bis zum Anschluss Österreichs 1938 war Gösting eine eigene Gemeinde, die von Gemeindevorstehern und ab 1919 von Bürgermeistern geleitet wurde. Einige Straßennamen erinnern noch an deren Namen, etwa Franz Weixelbaum oder Josef Pock. 1931 erhielt Gösting das Marktrecht, 1938 wurde es zu einem Teil von Graz und bildet seit 1946 den 13. Stadtbezirk der Landeshauptstadt Graz, zu dem auch die weiter nördlich gelegene Siedlung Raach gehört, die in ihrer heutigen Form seit den 1940er Jahren auf ehemaligem Weideland entstanden ist.

## Kultur und Sehenswürdigkeiten

### Bauwerke
- Burgruine Gösting: Nach dem Brand 1723 verfiel die Burg immer mehr. Heute stehen nur noch die Burgkapelle und der Bergfried sowie einige Mauerreste. Im Turm ist ein kleines Museum und eine Taverne eingerichtet, außerdem bietet sich von dort ein weiter Blick über das Grazer Becken und das oststeirische Hügelland. Die Ruine ist nur zu Fuß erreichbar.
- Schloss Gösting: Am Schlossplatz am Fuß des Burgbergs. Schlichtes Barockschloss der Grafen Attems; heute in Privatbesitz.
- Das Plabutscher Schlössl
- Kirche St. Anna im ehemaligen Brauhaus der aufgelassenen Außenstelle der Brauerei Puntigam.

### Natur
- Jungfernsprung: Der sagenumwobene Dolomitfelsen nahe der Burgruine ist ein beliebter Aussichtspunkt über dem Murtal. Auf den Flanken gedeihen zahlreiche Blumenarten, der Aurikelbestand bildet einen Geschützten Landschaftsteil.

## Wirtschaft, Schulen, Verkehr
- Einige Industriebetriebe, die sich entlang des Grazer Frachtenbahnhofs angesiedelt haben
- Bis Ende des 19. Jahrhunderts wurde an den Berghängen Wein angebaut. Bis zum beginnenden 21. Jahrhundert zeugte davon nur noch die Sektkellerei Brüder Kleinoscheg. Bis 2013 ließ nur mehr der Straßenname Weinbergweg die frühere Nutzung erahnen, seither gibt es wieder einen ersten Versuch dort Wein anzubauen, bislang allerdings im sehr kleinen Rahmen.
- Große Waldflächen am Plabutsch und am Ruinenberg
- Höhere Technische Bundeslehranstalt BULME (seit 1920 an der heutigen Stelle)
- Nordportal des Plabutschtunnels der Pyhrn Autobahn (eröffnet 1987)
- Buslinien 40, 48, 52 und 65/65A. Von 1901 bis in die 1950er Jahre führte auch eine Straßenbahnlinie vom Grazer Zentrum nach Gösting; ebenso gab es eine Haltestelle der Südbahnstrecke Bruck an der Mur – Graz.
- Der hier ansässige Sportverein heißt ASV Gösting, deren Fußballmannschaft spielt in der Gebietsliga Mitte.

## Persönlichkeiten
- Hanna Philippovich (1890–1970), Malerin und Restauratorin
- Hartwig Mülleitner (* 1968), Bildhauer